# Tovste
Tovste (ucraniano: То́всте; polaco: Tłuste; yidis: טויסט/טלוסטאַ, Tlusta/Toyst) es un asentamiento de tipo urbano de Ucrania, perteneciente al raión de Chortkiv en la óblast de Ternópil.
En 2017, el asentamiento tenía una población de 3303 habitantes. Desde 2017 es sede de un municipio con una población total de unos dieciocho mil habitantes, que incluye 25 pueblos como pedanías.
Se ubica a orillas del río Tupa, a medio camino entre Chortkiv y Zalíshchyky sobre la carretera M19. Al este de Tovste sale la carretera P24, que lleva a Borshchiv.

## Historia
Se conoce la existencia del pueblo en documentos desde 1414. Se desarrolló como lugar de paso en la ruta comercial de Leópolis a Valaquia. En el siglo XVI adoptó el Derecho de Magdeburgo y recibió el privilegio de organizar dos ferias anuales y un mercado semanal. Tras la partición de 1772, pasó a formar parte del Imperio Habsburgo, que confirmó su estatus de ciudad; este estatus fue reconfirmado por la Segunda República Polaca en 1934, pero le fue retirado en 1940 por la RSS de Ucrania, que lo rebajó a asentamiento de tipo urbano.
En el siglo XIX, dos tercios de los habitantes de la ciudad eran judíos, quienes seguían siendo unos dos mil quinientos en 1941. Al ser un importante shtetl, aquel año llegaron a Tovste numerosos judíos que huían de pogromos en los pueblos de la zona, así como judíos apátridas procedentes de Hungría. Cuando llegaron los invasores alemanes al asentamiento, que estuvo bajo control alemán hasta 1944, los ataques a los judíos fueron continuos. Unas cinco mil personas fueron víctimas en Tovste de muy diversas torturas, incluyendo encierros tanto en el gueto de Tovste como en los de otras localidades, trabajos forzados, fusilamientos masivos y una epidemia de tifus sin atención sanitaria. Finalmente, los alemanes bombardearon el asentamiento en 1944. La actual localidad es resultado de los esfuerzos hechos por la RSS de Ucrania para repoblar la zona en la posguerra, estando habitada desde entonces por ucranianos étnicos. Fue capital distrital hasta 1962. Hasta 2020 pertenecía al raión de Zalíshchyky.